# San Bautista
San Bautista és una localitat de l'Uruguai ubicada al nord del departament de Canelones, proper a les ciutats de San Antonio, Santa Rosa, San Ramón i San Jacinto, al costat de les quals forma la petita regió denominada "El Santoral", atès que el nom de cadascuna d'elles fa al·lusió a algun sant. Es troba a 63 km de Montevideo, la capital del país, per la ruta 6, i a 30 km de Canelones (capital departamental) per les rutes 6 i 11.
El poble va ser fundat el 1879 per Bautista Mourat, propietari de les terres que avui formen part de San Bautista.

## Fills il·lustres
- Melitón Simois, periodista i poeta uruguaià, intendent de Canelones entre 1920 i 1926.